# Kluftafjall
Kluftafjall är en kulle i republiken Island. Den ligger i regionen Suðurland, 90 km öster om huvudstaden Reykjavík. Toppen på Kluftafjall är 405 meter över havet.
Trakten runt Kluftafjall är nära nog obefolkad, med mindre än två invånare per kvadratkilometer. Närmaste större samhälle är Flúðir, omkring 14 kilometer sydväst om Kluftafjall. Trakten runt Kluftafjall består i huvudsak av gräsmarker.